# Karei & ooo
Karei&ooo（カレイ・アンド・オーオーオー）は、台湾のACG音楽ユニット。固定メンバーはKareiとGの2名。

## 来歴
Karei（可蕾、カレイ）は高雄市出身。
社会人になってから地元のアマチュアACGバンドのボーカルとして音楽活動を始めた。2014年にKarei、G、他1名と共に結成したバンドを母体として、2015年に現在の姿の「Karei&ooo」ができた。アニフェスやアイドルイベント、メイドカフェでライブ活動を行い、これまでの出演回数は500回以上。

## 活動
ACGの分野の中で、アニメ、ゲーム、アイドル、メイドカフェの要素が重なる立ち位置で活動している。出演するライブ会場は主にアニメイベント、メイドカフェ。台湾で愛されるJポップ、アニメソングのカバー曲を中心に日本語で歌う。

## 人物
Karei
母語は中国語と台湾語。両親の影響を受け、幼い頃から歌うのが好きだった。日本語は高校と大学で学習した。
平日は地元の企業に勤めており、出演するイベントが開催される週末に合わせて活動する。
台湾国内全てのメイドカフェでライブを行うことを目標にしている。
ユニット名の「ooo」に無限の可能性の意味を込めており、地下アイドル風の活動のしかたにはこだわっていない。
G
結成当初はキーボードを弾いていたが、現在はマネージャーとして、Kareiと共演者や出演するライブをつなぐ役割を果たしている

## 作品
- The World of Color (2019) [日本語]
- 未来へ繋ぐ (2019) [日本語]
- Never Ending Story (2020) [日本語]
- Shiny Spark Daydream (2021) [英語・日本語]
- 彼岸奈何曼珠沙華 (2022) [中国語]
- Valkyrie (2024)［古英語］
- 走咱的夢 (2025)［台湾語］

## 主なライブ

### 香港（6回）
2019年
- 7月26日 橋の下の花火祭り[9]

2020年
- 1月31日 A.T FIELD CAFE限定女僕日(台湾編）
- 2月1日 AniVision Stage Vol.1[10]
- 2月2日 Comic World Hong Kong 49

2024年
- 3月29日 Maidjikku Choco Pinky 一日限定精霊
- 3月30日 星屑觀測部

### 日本（3回）
2019年
- 8月3日 アニソンCHOSYU vol.5[11]（山口）

2024年
- 6月20〜23日 台湾フェスティバルTOKYO（東京）
- 6月21日 ツクヨミメイドカフェミニライブ（東京）

### マレーシア（1回）
2025年
- 2月21〜23日 Nijigen Expo 8.0

### 台湾
2015年（14回）
- 5月17日 高鉄左營藝起來（高雄）
- 11月28日 駁2アニメ祭 Fancy Frontier Kaohsuing 8[12]（高雄）

2016年（22回）
- 10月15日 駁二動漫倉庫オープニングイベント[13]（高雄）
- 11月26日 駁2アニメ祭 Fancy Frontier Kaohsuing 9[14]（高雄）

2017年（25回）
- 11月26日 駁2アニメ祭 Fancy Frontier Kaohsuing 10[15]（高雄）

2018年（33回）
- 9月23日 噗通水夏祭[16]（台北）
- 12月15日 駁2アニメ祭 Fancy Frontier Kaohsuing 11[17]（高雄）

2019年（39回）
- 11月16日 K.D.F19 崑山科技大学コミックフェスティバル[18]（台南）
- 11月23日 駁2アニメ祭 Fancy Frontier Kaohsuing 12（高雄）

2020年（67回）
- 12月5・6日 駁2アニメ祭 Fancy Frontier Kaohsuing 13[19]（高雄）

2021年（61回）
- 11月27日 駁2アニメ祭 Fancy Frontier Kaohsuing 14[20]（高雄）

2022年（86回）
- 11月19日 駁2アニメ祭 Fancy Frontier Kaohsuing 15[21]（高雄）

2023年（92回）
- 12月8日 高雄市吹奏楽団アニソン神曲祭[22]（高雄）
- 12月23・30・31日 国家漫画博物館[23][24]プレオープンイベント（台中）

2024年（114回）
- 6月2日 アルバム「十年無成」発表会（台北）
- 12月14・15日 駁2アニメ祭 Fancy Frontier Kaohsuing 17[25][26]（高雄）

2025年
- 1月18日 高雄市吹奏楽団アニソン神曲祭2（高雄）[27]

- 6月1日 10周年ライブ（高雄）

## メディア
公共放送
- 2023年7月5日　公共電視独立特派員　你好！我是地下偶像
- 2023年7月15日　公共電視公視台語台《青春咱的夢》—— 養成系x幸福感：地下偶像[28]
- 2024年2月3日　公共電視公視台語台《青春咱的夢》—— 200集特別節目[29]

インターネットTV
- 2022年5月13日　麥卡貝音樂頻道【學生天團瘋音樂】風格百變的ACG動漫歌手[30]

## タイアップ
2021年
- 末廣町メイドカフェ（台南）テーマ曲[日本語]

2022年
- ゲーム「境界之詩Tactics」期間限定キャラクター、キャラクターソング

2023年
- 時刻メイドカフェ（台中）テーマ曲[日本語]

- ゲーム「雲海：無限邊境」 テーマ曲[日本語]
- ゲーム「純白和弦」杏仁ミルキャラクターソング[中国語]
- ゲーム「純白和弦」タバスコキャラクターソング[中国語]

2024年
- ゲーム「飄流幻境M」テーマ曲[日本語]